# Cantone di Le Lion-d'Angers
Il Cantone di Le Lion-d'Angers era una divisione amministrativa dell'arrondissement di Segré.
È stato soppresso a seguito della riforma complessiva dei cantoni del 2014, che è entrata in vigore con le elezioni dipartimentali del 2015.
Comprendeva i comuni di:
- Andigné
- Brain-sur-Longuenée
- Chambellay
- Gené
- Grez-Neuville
- La Jaille-Yvon
- Le Lion-d'Angers
- Montreuil-sur-Maine
- La Pouëze
- Pruillé
- Vern-d'Anjou